# Medetera viridiventris
Medetera viridiventris är en tvåvingeart som beskrevs av Van Duzee 1933. Medetera viridiventris ingår i släktet Medetera och familjen styltflugor.
Artens utbredningsområde är Panama. Inga underarter finns listade i Catalogue of Life.